# Étigny
Étigny ist eine französische Gemeinde mit 752 Einwohnern (Stand: 1. Januar 2022) im Département Yonne in der Region Bourgogne-Franche-Comté. Étigny gehört zum Arrondissement Sens und zum Kanton  Villeneuve-sur-Yonne. Die Einwohner werden Stiniciens genannt.

## Geographie
Étigny liegt am Fluss Yonne, der die Gemeinde im Osten begrenzt, und liegt etwa sechs Kilometer südsüdöstlich des Stadtzentrums von Sens. Umgeben wird Étigny von den Nachbargemeinden Gron im Norden und Westen, Rosoy im Norden und Osten, Véron im Osten und Südosten sowie Marsangy im Süden und Südwesten.
Der Bahnhof der Gemeinde liegt an der Bahnstrecke Paris–Marseille.

## Bevölkerungsentwicklung
| Jahr                       | 1962 | 1968 | 1975 | 1982 | 1990 | 1999 | 2007 | 2018 |
| Einwohner                  | 461  | 477  | 482  | 515  | 612  | 713  | 757  | 757  |
| Quellen: Cassini und INSEE |      |      |      |      |      |      |      |      |

## Sehenswürdigkeiten
- Kirche Saint-Martin aus dem 13. Jahrhundert

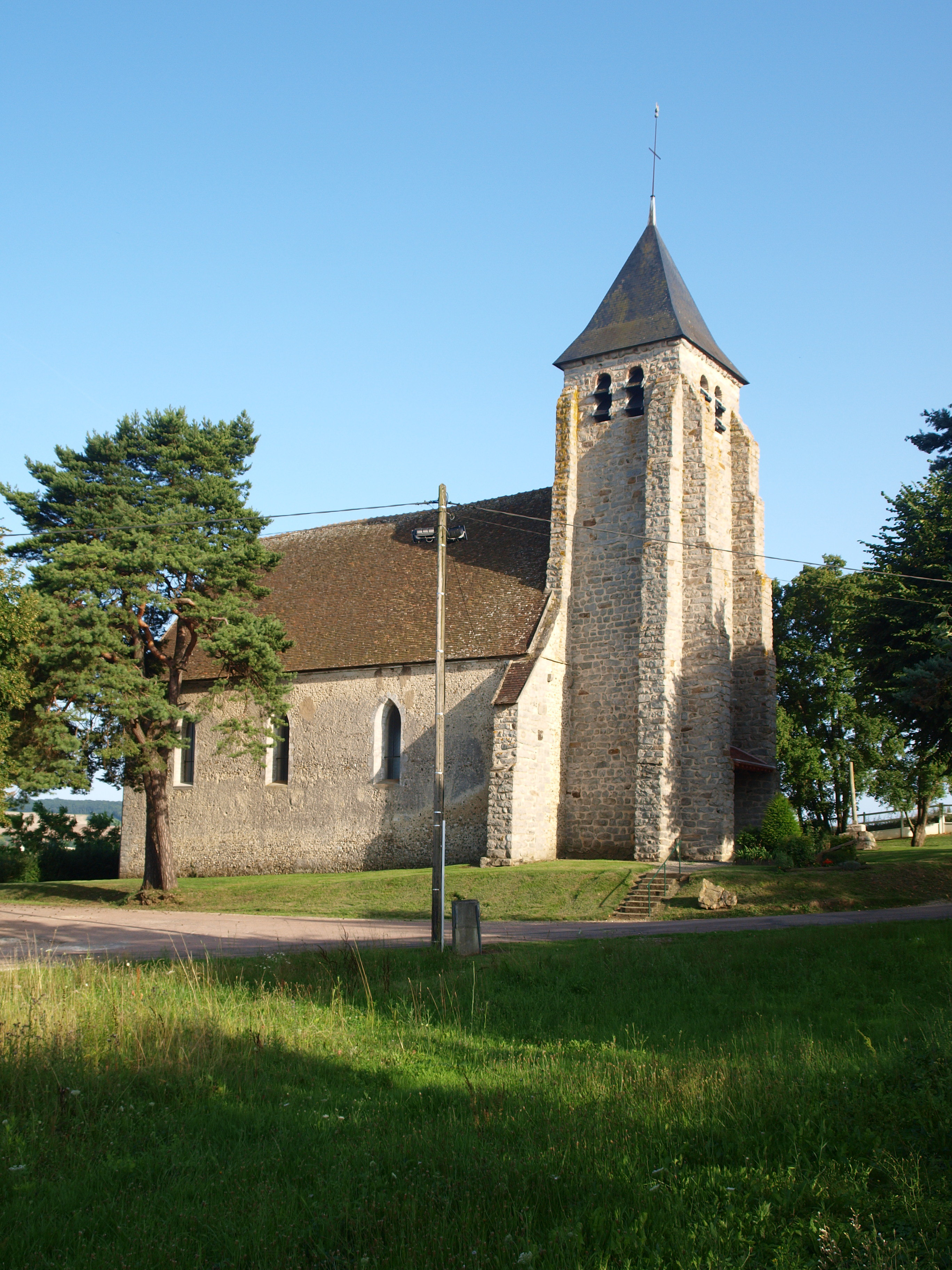
Kirche Saint-Martin